# Calonotos angustipennis
Calonotos angustipennis är en fjärilsart som beskrevs av Hans Zerny 1931. Calonotos angustipennis ingår i släktet Calonotos och familjen björnspinnare. Inga underarter finns listade i Catalogue of Life.